# Friedrich Schwend
Friedrich Schwend, Deckname Dr. Fritz Wendig (* 6. November 1906 in Böckingen; † 1980 in Lima, Peru), war in den 1940er Jahren SS-Sturmbannführer und im Auftrag und unter Kontrolle des Reichssicherheitshauptamtes (RSHA) Vertriebsleiter der Aktion Bernhard. Diese fälschte im Auftrag der SS große Mengen englischer Pfundnoten. Ziel der Aktion war, die englische Wirtschaft zu destabilisieren und Devisen zu beschaffen.

## Leben
Auf Empfehlung von Wilhelm Höttl wurde er 1943 Vertriebsleiter der gefälschten Devisen; die offizielle Bezeichnung der Dienststelle lautete "Sonderstab Generalkommando III. Germanisches Panzerkorps". Schwend erhielt den Dienstgrad eines SS-Sturmbannführers, wurde Ernst Kaltenbrunner unterstellt und berichtete direkt an Heinrich Himmler. Ein Drittel der gefälschten Devisen konnte Schwend für sich behalten, er musste damit allerdings seine Unterhändler unterhalten. Zu diesen gehörten auch Alberto Crastan, Georg Gyssling und Jaac van Harten. 
Nach Kriegsende stellte sich Schwend am 12. Mai 1945 den US-Truppen in Tirol. Er offenbarte seine Verstecke in Österreich und Südtirol, allein das gefundene Gold hatte einen Wert von 200.000 USD. Von 1945 bis 1946 arbeitete Schwend für den CIC, 1946 setzte er sich über eine der „Rattenlinien“ nach Peru ab. In Südamerika arbeitete er mit Klaus Barbie zusammen.